# Federação de Voleibol Argentino
A Federação de Voleibol Argentino  (em espanholː Federación del Voleibol Argentino,FeVA) é  uma organização fundada em 2003, que governa a pratica de voleibol na Argentina, sendo membro da Federação Internacional de Voleibol a partir de 2004, a entidade é responsável por  organizar  os campeonatos nacionais de  voleibol, masculino e feminino no país.